# Distrito de Cotaparaco
El distrito de Cotaparaco es uno de los diez que conforman la provincia de Recuay, ubicada en el departamento de Ancash, en el Perú.

## Toponimia
Cota del quechua  «quchaq» se enlaguna o del protoquechua "kuta" (laguna);  paraco del protoquechua «parakuq» llueve hacia acá. Se enlaguna por la lluvia hacia acá.

## Historia
Es uno de los distritos más antiguos de la provincia de Recuay, se formó por la unión de dos ayllus: Shicua y Jaria (jariajirca). Etimológicamente, proviene del quechua "Cuta-Para" que significa "Paraje en un Rincón". 
Escindiéndose de la provincia de Huaylas, el 5 de julio de 1857 se creó la provincia de Huaraz incluyendo a Cotaparaco como distrito y por ello se celebra esa fecha como la creación política del distrito. 
Sin embargo, su real fecha de creación del distrito de Cotaparaco data del 2 de enero de 1857, según Ley Transitoria de Municipalidades dada por el presidente Ramón Castilla, formando parte de la provincia de Huaylas.

### Época preincaica
Durante la época preincaica, por los restos arqueológicos que se han encontrado, recibió la influencia de la cultura chavin y recuay. Como centros arqueológicos se tiene: Carma, Cuyush, Machcu, Jariajirca, Marcacuna, Asuanapamp y otros, cuyos estudios fueron realizados por el arqueólogo Augusto Soriano Infante, quien llevó para su museo personal muchos restos cerámicos y un hermoso mortero de piedra bien pulida por concluir.

### Época incaica

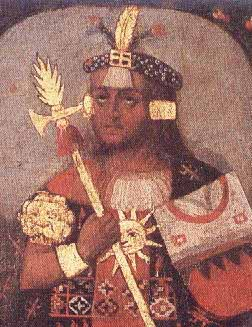
Retrato de Pachacútec

Durante la época incaica toda esta región fue sometida por el inca Pachacútec; Cotaparaco perteneció al señorío de Choque Recuay, pero fue conquistado tras largas luchas por el inca Lloque Yupanqui según A. Soriano Infante.

### Conquista y colonización
Al término de la conquista y a principios de la colonización, el pueblo de Cotaparaco aún no existía como tal. Se supone que por las ordenanzas del virrey Francisco Álvarez de Toledo, que disponía la fundación de pueblos en los valles y orillas de los ríos para su fácil administración, se fundó el pueblo de Cotaparaco, con los auyllus de Shicua, Jariajirca, Carma, Machcu, Marcacunca y otros, entre los años de 1570 y 1572, pues ya en 1592 Toribio de Mogrovejo visitó los pueblos de Chaucayan, Pararín, Cochapetí y Aija pasando por el pueblo de Cotaparaco, donde realizó bautizos, confirmaciones, matrimonios, confesiones.

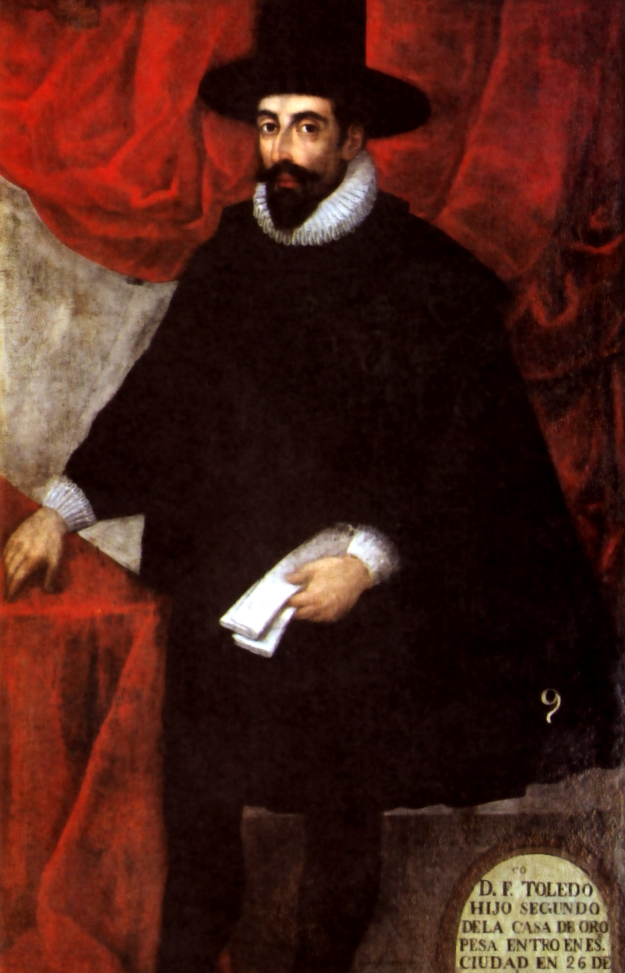
Francisco Álvarez de Toledo

Algunos, de sus pobladores fueron foráneos principalmente de ascendencia española, porque hasta la fecha subsisten apellidos tales como: Bustamante (Español )Narváez, Castro (de la Galicia), Soto, Alvarado, Toledo, del Castillo, Celino (Chelino-italiano), Quiroz (cairos-portugués) y otros.

### Emancipación

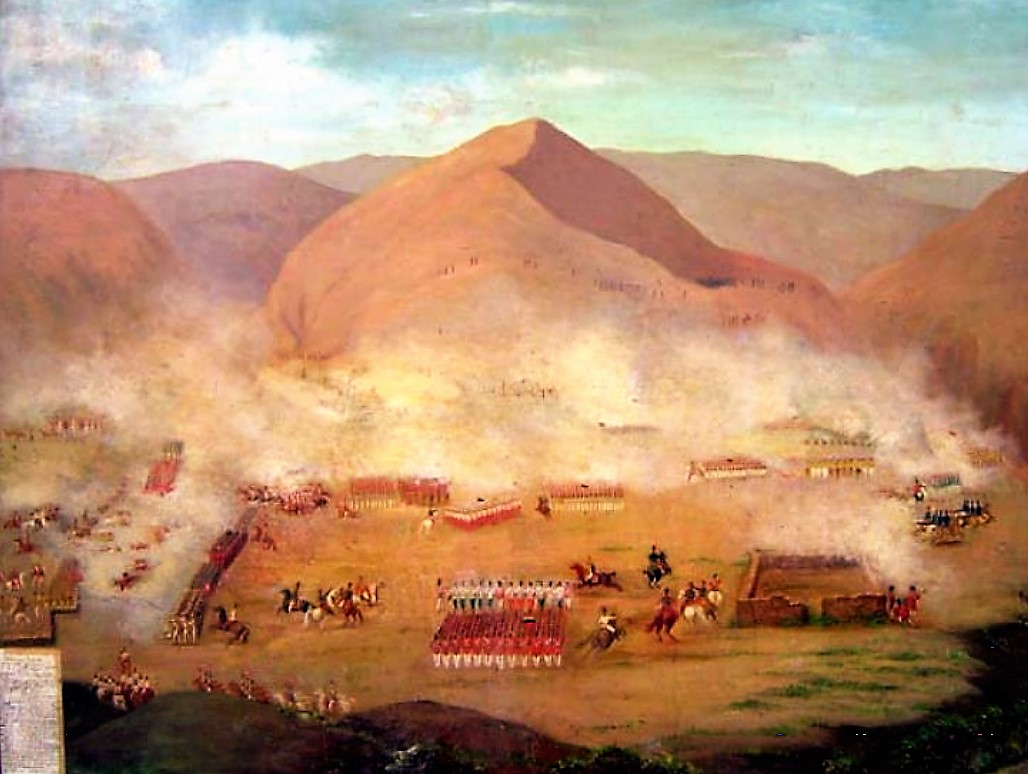
Batalla de Ayacucho.

Durante la época de la emancipación Cotaparaco fue cabeza de parroquia con el título de San Pablo de Cotaparaco, pertenecía al partido de Huaylas más tarde departamento de Huaylas y del que fue integrante con sus anexos de Malvas, Cochapetí y Tapacocha.
Para la batalla de Junín y Ayacucho el pueblo de Cotaparaco colaboró con ciudadanos jóvenes, ganado vacuno y lanar para la alimentación.

### República

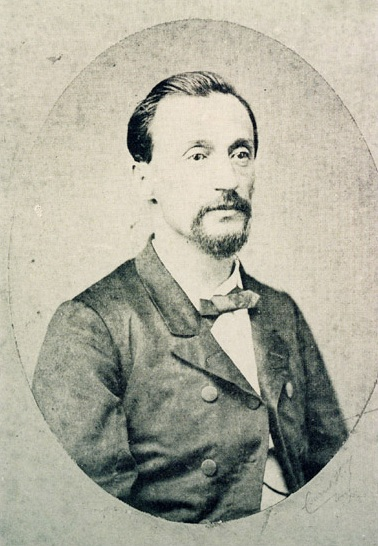
Antonio Raimondi

Durante la época de la república, Cotaparaco mereció la visita del sabio Antonio Raymondi escritas en su libro “Ancash y sus riquezas minerales”. Para aquella época solo existía “Pueblo Viejo”, la parte del actual pueblo era terreno cultivo, se sembraba gran cantidad de habas, los pobladores criaban abundante criado porcino.
Durante la guerra con Chile varios de sus hijos murieron en defensa de la patria en especial en las batallas de San Juan y Miraflores, fueron sobrevivientes Manuel Pompilio Ruiz y Joaquín Narváez. Ruiz tuvo pensión vitalicia del estado como héroe del 79.
Durante el conflicto con el Ecuador el año de 1941 defendieron la integridad de la patria los siguientes cotaparaquinos: Asisclo Maguiña Virhuez, Pedro Rodríguez Manrique, Wenceslao Jaimes Pomiano, Álvaro Espinosa del Castillo, Moisés Mantos Rodríguez, Laureano Cáceres y Timoteo Rodríguez, todos regresaron con vida.
Cotaparaco fue creado como distrito el año de 1834, perteneciendo al departamento de Huaylas. Al crearse la provincia de Huaraz el 25 de julio de 1857 Cotaparaco pasó a pertenecer a esta provincia hasta el año de 1949, en que se creó la provincia de Recuay, integrada por los distritos de: Ticapampa, Cátac, Cotaparaco, Pararín, Llaclín, Tapacocha, Huayllapampa, Marca y Pampas Chico.
Ya los pueblos que eran anexos de Cotaparaco se han separado por haberse convertido en distritos nuevos: Malvas, Cochapetí y Tapacocha.

## Población
Actualmente, Cotaparaco tiene una población aproximada de 1000 habitantes, los que mayormente se dedican a la agricultura y ganadería. Los productores poseen una escasa o nula asesoría técnica en el cuidado de pastos y manejo del agua.
Cuenta con un potencial turístico aún desconocido, (el pongo de Llacshapucha, pinturas rupestres de Límac y Llacshapucha restos arqueológicos de Límac, Marcacunca, Llampa, etc.).

## Autoridades

### Municipales
- 2011-2014[4]
  - Alcalde: Luis Beltrán Carranza Ramírez, del Movimiento independiente regional Río Santa Caudaloso (MIRRSC).
  - Regidores:  Lila Esther Domínguez Soto (MIRRSC), Nely María Luna Lugo (MIRRSC), Marino Fredy De Paz Norabuena (MIRRSC), Rosa Carmina Mendoza Espindola (MIRRSC), César Arturo Alvarado Vargas (Movimiento Independiente Reconstruyamos Ancash),
- 2007-2010
  - Alcalde: Peter Franck Carranza Ramírez.

## Festividad en homenaje al patrón San Pablo de Cotaparaco

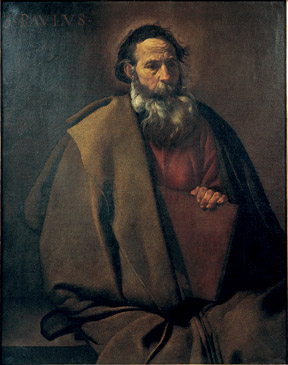
San Pablo

Según las palabras de algunos conocedores de los orígenes y cultura de nuestro pueblo, se dice que Cotaparaco en inicios de la República se le nombró cabeza de Parroquia con el título de San Pablo de Cotaparaco y de allí se tomó como patrono del pueblo a San Pablo. La festividad se celebra el 6 de julio y no como debería ser el 29 de junio, fecha en la cual son las fiestas de San Pedro y San Pablo.
Según el profesor Leoncio Romero, trabajó en Cotaparaco un sacerdote de nombre Simón Bravo natural de un pueblo llamado Corpanqui Prov. de Bolognesi, por más de 30 años a cargo de la parroquia San Pablo de Cotaparaco.
Fue ese sacerdote quien viendo la imposibilidad de poder celebrar dicha festividad el mismo día en los pueblos a los que se atendía: Malvas, Cochapetí, Tapacocha; Pararín y Llaclín; se vio obligado a celebrar el 6 de julio prolongándose esta costumbre hasta nuestros días.
Finalmente la festividad del Patrón San Pablo consta de tres partes principales: la víspera, el día central y corrida de toros, no parece haber existido cambios en cuanto a la forma de celebración a través de los años.

## Navidad del niño Jesús
Es una fiesta muy tradicional que se realiza con mucho fervor religioso, con la concurrencia de paisanos venidos de distintos lugares del país y del extranjero.
En esta fiesta se ve bailar a los Negritos de Cotaparaco que viene a adorar al niño recién nacido.

## Agricultura y economía

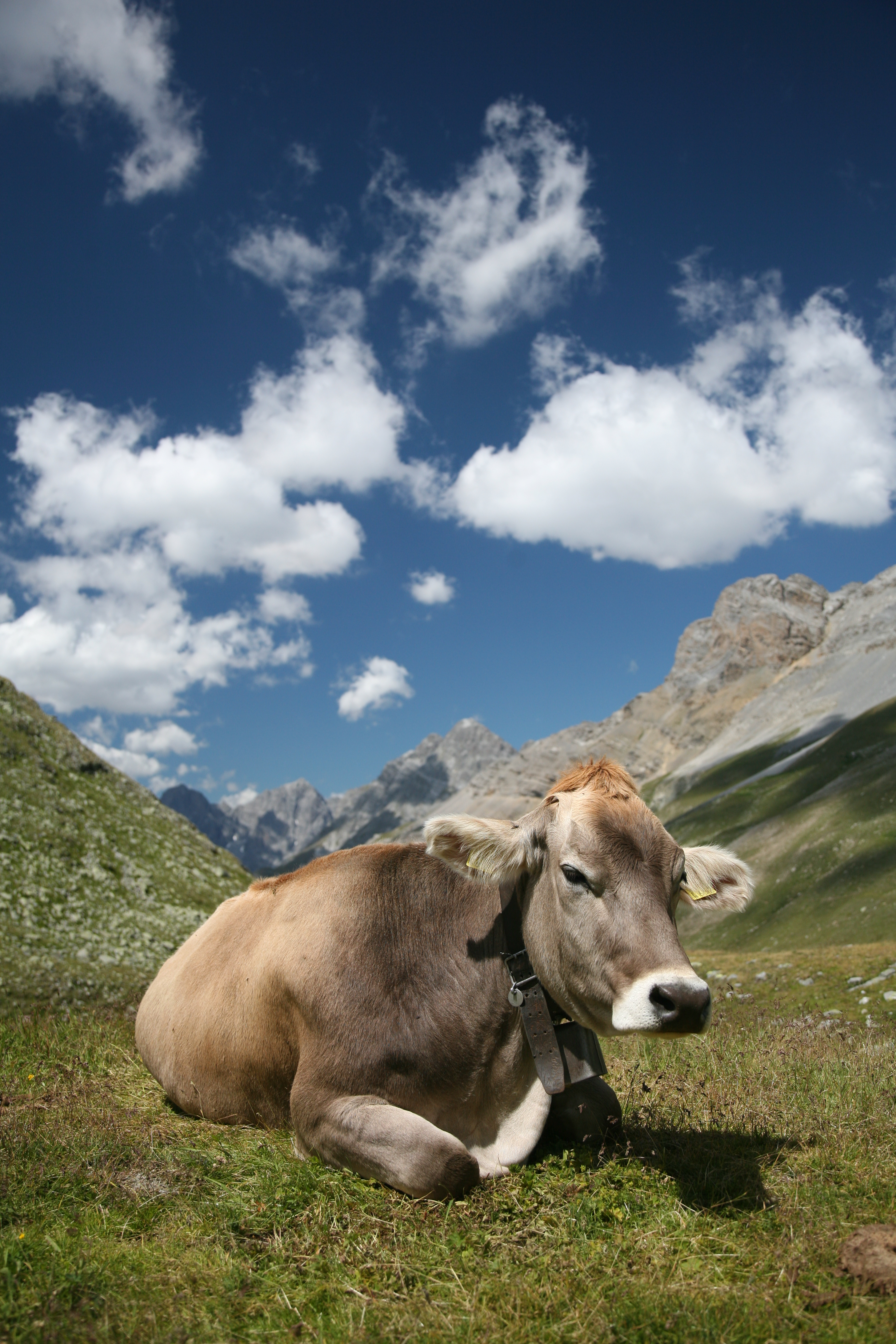
Vaca

Cotaparaco es muy estimado por la producción de ganado lanar y vacuno, siendo este último muy reconocido por la fabricación de quesos en forma artesanal y que son de un sabor exquisito.
Cotaparaco es uno de los hermosos pueblos de la Cordillera Negra ancashina enclavado en la zona de vertientes, que desde sus impresionantes alturas mira hacia el mar en un colosal espectáculo sólo visible desde ese inolvidable circuito turístico que forman Llacllín, Pararín, Cotaparaco y Tapacocha, lugares adonde viajamos hace unos meses.
Cotaparaco es un pequeño pueblo del corazón de la provincia de Recuay, Ancash, adonde acudimos con motivo de su fiesta patronal en honor a San Pablo. Si bien las celebraciones por este santo católico se realizan los días 28 y 29 de junio, en Cotaparaco ocurre el 6 de julio. Las razones son sencillas. Según el estudioso Leoncio Romero, un antiguo cura de nombre Simón Bravo era el responsable de la Parroquia San Pablo de Cotaparaco, y al mismo tiempo estaba encargado de oficiar las misas celebratorias en los pueblos de Llacllín, Pararín, Cochapetí, Malvas y Tapacocha. Al no poder cumplir el mismo día con todos ellos, postergó las fiestas en Cotaparaco para el día 6 de julio, fecha que desde entonces se ha hecho costumbre.
Llegar a este pueblo acogedor es una bonita aventura. Se parte desde Lima hacia el norte y se desvía por la pista Pativilca-Huaraz, hasta el pueblo de Chaucayán, bajo el calor de la quebrada y el solaz de los frutales. De ahí una carretera afirmada sube lenta y serpenteante hasta el pequeño pueblo de Llacllín, y más adelante, en medio de montañas escarpadas y pastizales amplios y abundantes, llegamos al distrito de Pararín. Aquí podemos hacer un alto que nos dará muchas gratificaciones. Estamos en la margen occidental de la cordillera negra, y desde Pararín y sus 3,436 m s. n. m. podemos divisar al frente, abierto ante nosotros, el abismo que ilumina la costa y en el horizonte el mar azul y las nubes que se agitan como si blancos pañuelos nos saludaran. Si permanecemos hasta el atardecer, seremos testigos de uno de los espectáculos más maravillosos de la naturaleza: el hundimiento del sol en las orillas del océano y los infinitos celajes y los colores anaranjados, rojizos y amarillos que inundan el universo con la sola magia del ocaso.
Camino adelante nos topamos con la parte inferior de las ruinas de Pilas, complejo arquitectónico preínca poco conocido, cuyos valiosos restos llamaron la atención de una expedición de arqueólogos de la universidad Villarreal. A una hora de Pararín, metida entre los cerros y las chacras de intensos verdes y amarillos, se encuentra Cotaparaco (Cutac Parac significa, precisamente, pampa arrinconada).
Pero Cotaparaco ya no es el pueblo de antes, cuando conoció la gloria y la fama de sus productos ganaderos durante y después de la colonia. Ubicada exactamente a 3,001 m s. n. m., el terremoto del 70 no dejó una sola casa en pie del colorido pueblo colonial de balcones de madera y techos de tejas coloradas que alegraban el paisaje. El pueblo que se levanta ahora es nuevo, y sobre él brillan las calaminas y no pocas construcciones de ladrillo y cemento. Su plaza de armas es atractiva, con cipreses que han sido recortados para tomar forma de animales, hombres y artefactos que invitan al paseo y el descanso. Sobre la pequeña ciudad de 650 habitantes se levanta el Yumpi, cerro tutelar de los cotaparaquinos.
La fiesta dura tres días: la víspera, el día central y la corrida de toros. El primer día esperamos en la carretera la llegada de la banda de músicos, y con ella llegamos bailando hasta el mismo pueblo. Junto a Abelardo Carrión y Lucio Pinedo nos alojamos en la casa de don Próspero Romero y sus hermanos, y saboreamos los ricos panes y la delicia de sus quesos, tan famosos que los comerciantes de Huaraz y Recuay llegan hasta aquí para comprar los frescos quesos de los pequeños ganaderos. Por la noche saboreamos un ponche tradicional, mientras afuera revientan las avellanas, y el castillo de fuegos artificiales incendia con sus luces coloridas el frío nocturno. Al mismo tiempo, bailan los pobladores, invitados y turistas, y Cotaparaco es fiesta y algarabía.
Al día siguiente, luego de un reparador pecan-caldo, los fieles acuden a misa. Van vestidos con trajes elegantes, mientras el mayordomo Abelardo Mendoza Huerta lleva una banda bellamente bordada en el pecho y sombrero con flores. La procesión se inicia al mediodía y recorre lentamente las calles al son de la banda de músicos. Visita las cuatro capillas levantadas para la ocasión, con los velones encendidos, los sombreros en las manos, las flores adornando las salidas y llegadas de la pequeña imagen del patrón San Pablo, y las miradas contritas de los fieles.
Luego de la procesión, el mayordomo ofrece un banquete al público en general. Nadie cocina ese día en su hogar. Todos van a casa del mayordomo, donde no faltan las cervezas ni la chicha de jora. El plato fuerte es el picante de cuy y el asado de carne, y mientras el almuerzo es ocasión para degustar nuevos sabores, hacer amigos y admirar la belleza de las cotaparaquinas, la banda de músicos ameniza el momento que al final se convierte en baile general.
El último día todos se preparan para la tarde de toros. Cotaparaco es pueblo principalmente ganadero, por eso no es de extrañar su pasión por la buena tarde y que su ruedo resulte pequeño para tanto público. Luego del almuerzo ofrecido por el capitán de la tarde, este hace su ingreso en la plaza de toros. Sin duda, fue una tarde estupenda, con avellanas reventando en el cielo, huainos y pasodobles infaltables, y magníficos animales que alegraron la tarde y emocionaron los corazones.
Cotaparaco, tierra de talentos, reza el dicho popular. Pero es hora de partir, y no podemos dejar de prometernos el regreso.
Nuevo circuito turístico
El camino que recorre Chaucayán, Llacllín, Pararín, Cotaparaco, Ticapampa y Huaraz es una ruta alternativa de mucho color. Y sólo hay dos horas de Cotaparaco hasta Huaraz. Otros valores que tiene este bello pueblo son los restos arqueológicos de Carma, Cuyush, Machcu, Jariajirca, Marcacunca y Asuanapampa, todos ellos estudiados por el arqueólogo Soriano Infante, quien se llevó a Huaraz los ceramios encontrados. Es famoso también el Pongo de Llacshapusha, cuya hondonada descubre cuevas y pinturas rupestres. Para los escaladores, Sillaqaqa es un reto fenomenal, piedra gigantesca en forma de silla que guarda en sus cumbres restos arqueológicos. Y no podía faltar la laguna de Ututo en el camino hacia Huaraz, poblada por patos, wachwas y otros animales silvestres. Sin duda, Cotaparaco tiene mucho que ofrecer a todos sus visitantes.